# Synchiropus corallinus
Synchiropus corallinus es una especie de peces de la familia Callionymidae en el orden de los Perciformes.

## Morfología
• Los machos pueden llegar alcanzar los 3,7 cm de longitud total y las hembras 4.

## Hábitat
Es un pez de mar y de clima subtropical y demersal que vive entre 12-122 m de profundidad

## Distribución geográfica
Se encuentra en el Japón, Nueva Caledonia, Hawái y Tonga.

## Observaciones
Es inofensivo para los humanos